# The lover in winter
The lover in winter is een compositie van Thomas Adès.
Het circa acht minuten durende werk staat te boek als een van de eerste zo niet het eerste gepubliceerde werk van deze Britse componist. Adès zette muziek bij vier anonieme Latijnse teksten en sloot daarbij aan in de lange traditie van Britse componisten die dergelijke teksten van muziek voorzagen.
De vier liederen zijn:
- Iam nocet frigus teneris (winter brengt alles tot rust; zelfs de nachtegaal)
- Nec limpha caret alveus (stromen bevroren, graslanden verdord)
- Modo frigescit quidquid est (al het leven raakt levenloos; haar liefde houdt hem echter warm)
- Nutritur ignis osculo (haar liefde zorgt dat hij en alles overleeft)

De wereldpremière was weggelegd voor de relatief onbekende countertenor William Turner begeleid door dito pianist Steven Neugarten. Het vond plaats in de Guildhall School of Music and Drama; het is dus een werk dat Adès schreef tijdens zijn opleiding aldaar. Nadat het werk vervolgens jarenlang op de plank lag, wordt het vanaf 2000 weer met grote tussenpauzen uitgevoerd. Een van die keren was in juni en december 2003 toen Robin Blaze en Huw Watkins het opnamen voor EMI Music. 